# Collar de la Inquisición española

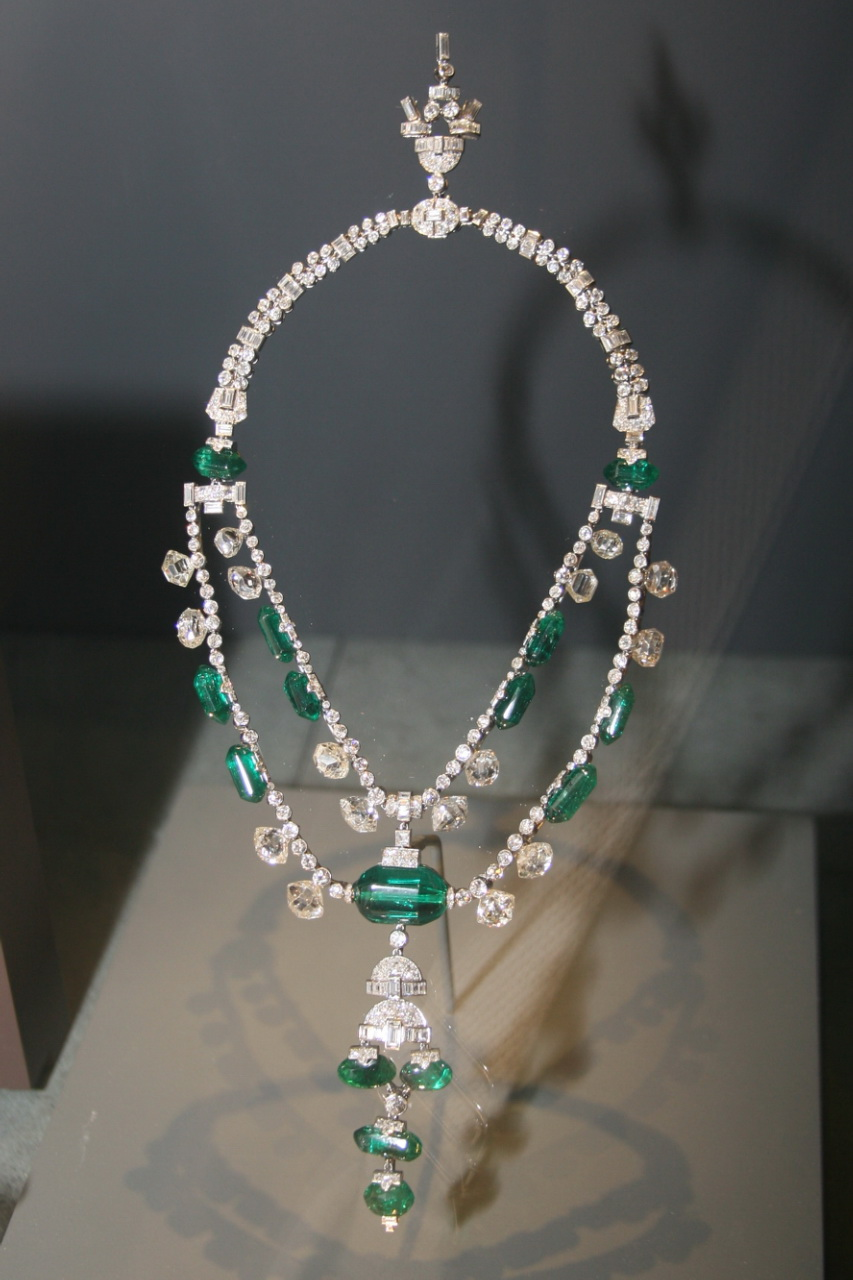
El Collar de la Inquisición española en exhibición en el Instituto Smithsoniano.

El Collar de la Inquisición española es un collar adornado con diamantes y esmeraldas. Para el 2008, estuvo en exhibición en el Instituto Smithsoniano en la ciudad de Washington D. C., en los Estados Unidos de América. Su nombre fue dado por Harry Winston, el joyero estadounidense quien lo adquirió del Maharajá de Indore, y no tiene conexión conocida con la histórica Inquisición española.

## Procedencia
Las esmeraldas roscadas sobre el collar fueron minadas originalmente en Colombia. Los diamantes fueron minados en la India. Mientras que las piedras preciosas de collar se cree que pudieron haber sido detalladas en la India en el siglo XVII, la historia misma del comienzo del collar es desconocida. El joyero estadounidense Harry Winston, quien nombró al collar, demandó que fue poseído primero por la Realeza española. Sin embargo, el primer dueño de la pieza que se recuerda fue Tukoji Rao III, Maharajá de Indore, a comienzos del siglo XX. Después de su abdicación, el collar le fue otorgado a su hijo, Yashvantrao II, quién tomó el trono de su padre.